# Oddmuse
Oddmuse — один из Вики-движков. Является свободным продуктом, распространяемым по GNU General Public License лицензии. Разработчик Oddmuse в настоящее время — Алекс Шрёдер (Alex Schröder) .

## История
Oddmuse основан на UseMod версии 0.92 (Clifford Adams) и множестве патчей, опубликованных на сайте UseMod. UseMod, в свою очередь, основан на AtisWiki 0.3, (Markus Denker). AtisWiki основан на CVWiki (Peter Merel). CVWiki происходит из оригинальной WikiWikiWeb, созданной Ward Cunningham.

### Название
Отделяясь от UseMod, разработчик был вынужден придумать новое название, играясь со словами таким образом: UseMod → MuseOd → odMuse Затем была добавлена дополнительная буква D, что привело к Odd Muse — «странное вдохновение». Первоначально логотипом движка планировалась безумная корова.

## Особенности Oddmuse
Основной Вики-движок состоит из единственного скрипта, написанного на языке Perl. Длина кода не превышает 4000 строк. Дополнительные возможности реализуются с помощью многочисленных модулей.
Документы в этой Вики хранятся не в реляционной базе данных, а в виде текстовых файлов. Такая архитектура была выбрана для упрощения движка.
Одна из возможностей Oddmuse состоит в поддержке многоязычных сайтов. Вики имеет нативную поддержку Unicode. Модули позволяют определять язык текста параграфов, отображать только текст, написанный на языке пользователя. Поддерживаются языковые теги. Продолжается перевод документации Вики на многие языки.
Oddmuse, кроме того, может использоваться для ведения блогов. Эта возможность существует благодаря внешним модулям, таким, как календарь, страницы комментариев, и другим.

### Разметка
Вики-разметка Oddmuse напоминает UseMod. Некоторые элементы могут быть отключены, или, наоборот, благодаря внешним модулям, могут быть подключены новые, например, LaTeX для формул.
Движок Oddmuse продуцирует валидный XHTML 1.0 Strict-код.